# Porfírio de Antioquia
Porfírio de Antioquia foi o bispo de Antioquia entre 404 e 408 ou 412, dependendo da fonte.
Era um dos melecianos durante o cisma meleciano.

## Vida e obras
Segundo Sócrates Escolástico, ele sucedeu a Flaviano I e é descrito por Paládio como sendo um homem de caráter infame, que se desgraçara e ao clero por suas relações com a escória do circo. Embora seu caráter seja notório, por sua inteligência e pelas suas bajulações, ele conseguiu uma considerável influência entre os magistrados, conseguindo a confiança de alguns dos principais bispos da província. A morte de Flaviano tendo ocorrido ao mesmo tempo que o exílio de João Crisóstomo (o arcebispo de Constantinopla), se tornou muito importante para o grupo anti-Flaviano ter um homem de confiança no trono de Antioquia para que pudessem exterminar os aderentes de Flaviano e, para isso, Porfírio foi escolhido. Para deixar o caminho livre com o imperador, Constantius, o amigo de Crisóstomo, a quem o povo de Antioquia já identificava como sucessor de Flaviano, foi acusado na capital imperial como sendo um perturbador da paz. Por sua poderosa influência com o partido dominante na época na corte, Porfírio conseguiu uma ordem imperial banindo-o para o deserto. Mas Constâncio antecipou o movimento e fugiu antes para Chipre. Porfírio então, com uma mistura de esperteza e malícia, se aproveitou do festival olímpico que acontecia em Antioquia, quando a população toda corria para ver os espetáculos, para se trancar com três de seus co-conspiradores e mais uns poucos do clero na igreja principal e ali foi consagrado bispo de Antioquia.
O povo de Antioquia, indignado na manhã seguinte, atacou a casa de Porfírio, tentando incendiá-la com ele ainda dentro. A influência do novo bispo garantiu que um oficial conhecido por sua brutalidade fosse feito capitão da guarda, que conseguiu, aos gritos e ameaças, levar o povo para a igreja. Avisado sobre o caráter de Porfírio, o papa Inocêncio I respondeu ao pedido de comunhão dele com o silêncio. Porfírio foi então abandonado pelos principais membros do clero e pelos membros mais distintos da cidade, que se recusavam a ir à igreja e realizavam as liturgias de forma clandestina. O vingativo Porfírio obteve então um decreto que sentenciava todos os que se recusassem a entrar em comunhão com ele e seus co-conspiradores à expulsão das igrejas, além de instruir ao governador da província que proibisse toda forma de reuniões alternativas. Seus esforços para obter o reconhecimento dos antioquenos se provaram inúteis ao mesmo tempo que o poder espiritual de Crisóstomo se tornava cada vez maior, o que o levou a tentar se vingar novamente. Através de suas maquinações e as de Severiano, ordens foram emitidas para que Crisóstomo fosse transferido de Cucuso para Pítio, o que levou o já idoso e doente santo à morte. 
A morte do próprio Porfírio foi relatada por Teodoreto como tendo ocorrido em 413. Ele foi sucedido por Alexandre I, o bispo que finalmente conseguiu reunificar a Igreja de Antioquia cindida pelo cisma meleciano. 

## Polêmica sobre a narrativa de sua vida
É uma pena que a principal e quase única fonte para a vida de Porfírio seja o violento panfleto de Paládio, cuja devoção a Crisóstomo o fez enlamear todos os seus adversários, recusando-se a apresentar-nos uma única virtude. Que Porfírio não era de todo o monstro que ele representa pode ser concluído a partir da afirmação do calmo e mais amigável Teodoreto, que diz que "ele deixou pra trás", em Antioquia, "muitas lembranças de sua bondade e de notável prudência". Na carta de Teodoreto a Dioscorus, ele o chama de "de santa e abençoada lembrança, enfeitada por uma vida brilhante e pelo conhecimento das doutrinas divinas". 